# Vittorio Zampieri
Vittorio Zampieri (? - 1908) fou un actor italià. Fou el primer actor de la companyia de Teresa Mariani, amb la qual es va casar. Gaudiren tots dos d'un èxit considerable a Itàlia, Espanya i l'Amèrica del Sud, on anaren en una gran tournée.